# Rotnackendrossel

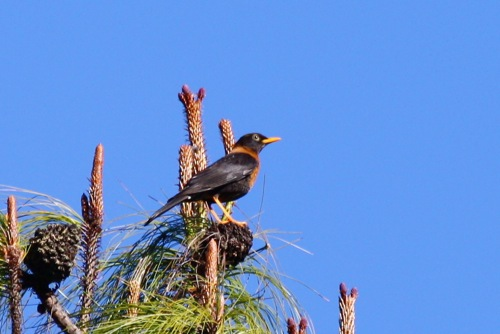
Rotnackendrossel, Männchen

Verbreitungsgebiet der Rotnackendrossel

Die Rotnackendrossel (Turdus rufitorques) ist ein in Mittelamerika vorkommender Singvogel aus der Familie der Drosseln (Turdidae).

## Merkmale
Die Rotnackendrossel erreicht eine Körperlänge von ca. 26 Zentimetern und ein Gewicht von 70 bis 74 Gramm. Zwischen den Geschlechtern besteht ein deutlicher Sexualdimorphismus. Das Gefieder einschließlich der Flügeldecken und der Schwanzfedern zeigt bei den Männchen eine schwarzbraune Farbe, lediglich der Nacken, der Hals und die Brust heben sich rotbraun ab. Die Weibchen sind insgesamt wesentlich blasser gefärbt, Nacken und Brust sind hell rotbraun. Die Kehle zeigt einige kleine dunkle, die Brust einige helle Sprenkel. Der Schnabel ist bei beiden Geschlechtern gelb, die Iris schwarz und von einem gelben Ring umgeben, Beine und Füße haben eine gelbe Farbe.

## Ähnliche Arten
Die Art ist aufgrund ihrer markanten Gefiederfärbung unverwechselbar.

## Verbreitung und Lebensraum
Die Rotnackendrosseln kommen in El Salvador, Guatemala, Honduras sowie dem mexikanischen Bundesstaat Chiapas vor. Sie sind standorttreu. Ihre bevorzugten Lebensräume sind montane lichte Mischwälder sowie Wiesen- und Gebüschlandschaften in Höhenlagen zwischen 1500 und 3500 Metern.

## Lebensweise
Rotnackendrosseln halten sich gerne an exponierten Stellen auf. Ihren Gesang, der dem der Wanderdrossel (Turdus migratorius) ähnelt, tragen sie bevorzugt am Morgen sowie in der Abenddämmerung vor. Außerhalb der Brutsaison leben sie gesellig, schließen sie sich zu Gruppen zusammen und besuchen gemeinsame Schlafplätze. Die Nahrung wird überwiegend vom Boden aufgelesen. Ihre Brutzeit umfasst im Wesentlichen die Monate April und Mai. Die tassenförmigen Nester werden meist in Höhen zwischen drei und fünf Metern im Geäst von Bäumen angelegt. Das Nest wird aus einer Grundlage von gehärtetem Schlamm mit einer weichen Vegetationsauflage hergestellt. Ein Gelege besteht zumeist aus zwei bis drei Eiern. Diese sind einfarbig hellblau. In der Regel wird eine Brut pro Jahr aufgezogen.

## Bestand und Gefährdung
Die Rotnackendrossel ist in ihren Vorkommensgebieten nicht selten und wird demzufolge von der Weltnaturschutzorganisation IUCN als „least concern = nicht gefährdet“ geführt.